# TRNK-pseudouridinska sintaza I
TRNK-pseudouridinska sintaza I (EC 5.4.99.12, TruA, tRNK pseudouridinska sintaza I, PSUI, hisT (gen)) je enzim sa sistematskim imenom tRNK-uridin38-40 uracil mutaza. Ovaj enzim katalizuje sledeću hemijsku reakciju
tRNK uridin38-40 {\displaystyle \rightleftharpoons } tRNK pseudouridin38-40
Uridilatni ostaci u pozicijama 38, 39 i 40 kod skoro svih tRNK molekula su izomerizovane do pseudouridina.

## Literatura
- Nicholas C. Price; Lewis Stevens (1999). Fundamentals of Enzymology: The Cell and Molecular Biology of Catalytic Proteins (Third изд.). USA: Oxford University Press. ISBN 019850229X.
- Eric J. Toone (2006). Advances in Enzymology and Related Areas of Molecular Biology, Protein Evolution (Volume 75 изд.). Wiley-Interscience. ISBN 0471205036.
- Branden C; Tooze J. Introduction to Protein Structure. New York, NY: Garland Publishing. ISBN 0-8153-2305-0.
- Irwin H. Segel. Enzyme Kinetics: Behavior and Analysis of Rapid Equilibrium and Steady-State Enzyme Systems (Book 44 изд.). Wiley Classics Library. ISBN 0471303097.
- William P. Jencks (1987). Catalysis in Chemistry and Enzymology. Dover Publications. ISBN 0486654605.

## Spoljašnje veze
- TRNA+pseudouridine38-40+synthase на 